# Mandamados
Mantamados (Grieks: Μανταμάδος) is een deelgemeente (dimotiki enotita) van de fusiegemeente (dimos) Lesbos, in de Griekse bestuurlijke regio (periferia) Noord-Egeïsche Eilanden. De deelgemeente grenst aan vier andere deelgemeenten, te weten: in het noordwesten Mithymna, in het westen Petra in het zuiden Agia Paraskevi en in het zuidoosten Loutropolis Thermis. Het landschap is vrij kaal en bergachtig.

## Plaatsen in de deelgemeente Mandamados
De deelgemeente Mandamados heeft 4 plaatsen volgens onderstaande tabel:
| Naam plaats | Griekse spelling | inwoners 2001 | ligging                |
| ----------- | ---------------- | ------------- | ---------------------- |
| Kapi        | Κάπη             | 654           | 39° 20′ NB, 26° 19′ OL |
| Klio        | Κλειώ            | 592           | 39° 21′ NB, 26° 19′ OL |
| Mandamados  | Μανδαμάδος       | 1452          | 39° 19′ NB, 26° 20′ OL |
| Pelopi      | Πελόπη           | 512           | 39° 20′ NB, 26° 17′ OL |
|             | totaal           | 3.210         |                        |

## Bijzonderheden
- De streek staat bekend om zijn schapen en de producten daarvan. De harde kaas in olie (Λαδότιρι, ladotiri) is een specialiteit.[3]

### Mandamados (stad)
- De kerk Taxiarchis (ligging 39° 19′ NB, 26° 20′ OL) is gewijd aan de Aartsengel Michael, en wordt veel gebruikt voor huwelijken en doopplechtigheden. Vóór het terrein staat een straaljager opgesteld. Die is geschonken door de Griekse luchtmacht uit dankbaarheid dat een luchtincident is voorkomen met de Turkse luchtmacht.[4]

Het dorp Mandamados is helemaal verbonden met de aanbidding van de aartsengel Michael. De aanbeden voorstelling van de aartsengel is een reliëf in de kerk.
Geschiedenis
Na een gewelddadige aanval door de Ägaren en de Saraceense piraten van het klooster, hield de enige monnik die de slachting overleefde zich verborgen in het dak van de kerk. Hij vormde met grond en het bloed van de afgeslachte monniken een reliëf die de Aartsengel Michaël zittend op een rots voorstelde. Gedurende deze periode verklaarde veel mensen in een visioen de Aartsengel Michael gezien te hebben. Juist op 8 november 1912 hadden veel bewoners dit visioen, dat is de datum van de bevrijding van het eiland van de Turkse onderdrukking. In dit visioen verscheen de Aartsengel met een paard en als ruiter leidde hij het Griekse leger tegen de vijand. Volgens een andere getuigenis dat afkomstig is van de enige non uit het klooster, die de zware stappen van de ijzeren schoenen van de Aartsengel heeft gehoord, angstig op en neer lopend in het voorportaal van de kerk tijdens de zware dagen van de Turkse overheersing. Zijn roem breidde zich uit tot buiten de grenzen van het eiland, zelfs aan de andere kant van de Egeïsche Zee, naar Klein-Azië, waar wordt gezegd dat de Aartsengel zeer bewonderd wordt door de Turken. Gouverneur De Bey van Ayvalic (Turkije), stuurt elk jaar een os om te worden geofferd ter ere van de Aartsengel voor de traditionele maaltijd gemaakt van tarwe en de os, de zogenaamde ‘’Kiskek’’. Voordat de os wordt geofferd zegent de priester de os na de zaterdagse vespers. Deze traditie bestaat nu nog.
- In de voormalige olijffabriek is van tijd tot tijd een tentoonstelling van keramiek. Er zijn hier veel pottenbakkerijen in de streek. De ovens liggen voornamelijk lang de kuststrook.

### Kapi en Pelopi
Deze bergdorpen staan bekend om het traditionele voorbereidingsritueel van de jaarlijkse dorpsfeesten. Een stier wordt versierd en onder begeleiding van een orkestje met blaasmuziek het dorp rond geleid, waarna de stier wordt geslacht en het vlees samen met graan tot een soort brij wordt gekookt (Kiskek) dat gratis wordt uitgedeeld tijdens de feestelijkheden.
In Pelopi is de moeder van de Amerikaanse presidentskandidaat Michael Dukakis geboren.